# Majestica
Majestica (anciennement ReinXeed jusqu'en 2019) est un groupe suédois de power metal symphonique, originaire de Boden. Il est formé par Tommy Johansson en 2000. 
En 2008, Majestica publie sous le noms de ReinXeed son premier album studio, The Light, au label Rivel Records. Il leur permet de se populariser au Japon. Le groupe compte un total de neuf albums studio : six en tant que ReinXeed et trois en tant que Majestica.

## Historique

### De 2000 à 2019: ReinXeed

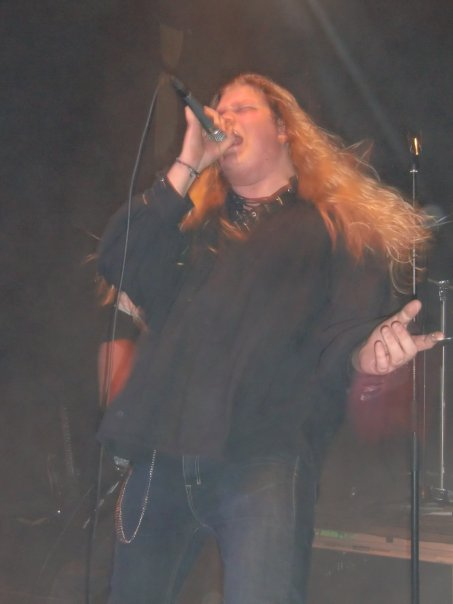
Tommy Johansson.

Le groupe est initialement formé par Tommy Johansson à Boden, en Suède, comme projet solo,. 
Le batteur, et leader du groupe Majestic Vanguard, Daniel Eskilsson, qui a entendu des démos du groupe, prend contact avec Christian Liljegren de Rivel Records / CM Sweden. Jani Stefanovic de Divinefire et Essence of Sorrow coproduira et mixe l'album The Light et contribuera aux morceaux de batterie. L'album est publié le 12 mars au Japon, et le 20 juin en Europe via Rivel Records et permet à Johansson de faire de son projet un groupe à part entière avec deux guitaristes, Kerry Lundberg et Mattias Johansson, le claviériste Henrik Fellermark, le batteur Erik Forsgren et le bassiste Ace Thunder pour enregistrer l'album suivant du groupe, Higher.
Le troisième album du groupe, Majestic, sort en 2010 et reçoit des critiques assez positives bien que la grande similarité de l'album avec les deux précédents lui soit reprochée.
Le quatrième album du groupe, 1912, est un album-concept sur le Titanic et son naufrage. L'édition japonaise inclut trois chansons bonus : ReinXeed Alliance, Aces High (une reprise d'Iron Maiden) et Pray for Japan. 
Le cinquième album du groupe, Welcome to the Theater est publié en mai 2012 et est plutôt bien accueilli. A New World est publié en 2013.

### Depuis 2019: Majestica
En 2019, le groupe change de nom pour s'appeler Majestica après avoir signé chez Nuclear Blast, et sort au mois de juin de la même année un nouvel album intitulé Above The Sky très bien accueilli par la critique, qui salue le renouveau musical du groupe à la suite de son changement de nom,,.
En décembre 2020, sort A Christmas Carol, un album-concept sur le thème de Noël et s'inspirant du conte Un chant de Noël de Dickens.
Leur troisième album sous le nom Majestica, Power Train, sort en février 2025.

## Membres
- Tommy « ReinXeed » Johannson – chant, guitare, claviers, orchestration
- Petter Hjerpe – guitare, chœurs
- Chris David – basse, chœurs
- Joel Kollberg – batterie